# ژان شوگانگ
ژان شوگانگ (انگلیسی: Zhan Xugang؛ زادهٔ ۱۵ مه ۱۹۷۴) وزنه‌بردار اهل چین است.
وی در مسابقات کشوری و بین‌المللی در مجموع برندهٔ ۱۳ مدال طلا، ۳ مدال نقره، ۱ مدال برنز شده‌است.